# IC 5182
IC 5182 — галактика типу Sd () у сузір'ї Тукан.
Цей об'єкт міститься в оригінальній редакції індексного каталогу.